# PGC 67977
LEDA/PGC 67977 ist eine Spiralgalaxie vom Hubble-Typ Sb im Sternbild Eidechse am Nordsternhimmel, die schätzungsweise 220 Millionen Lichtjahre von der Milchstraße entfernt ist. Sie ist Mitglied der NGC 7223-Gruppe (LGG 453).
Die Typ-Ia-Supernova SN 2013ga wurde hier beobachtet.